# Amphiophiura irregularis
Amphiophiura irregularis är en ormstjärneart som beskrevs av Rudolf Christian Ziesenhenne 1940. Amphiophiura irregularis ingår i släktet Amphiophiura och familjen fransormstjärnor. Inga underarter finns listade i Catalogue of Life.